# گوپ، پاکستان
گوپ (به انگلیسی: Gup) یک منطقهٔ مسکونی در پاکستان است که در خیبر پختونخوا واقع شده‌است. گوپ ۱٬۲۲۶ متر بالاتر از سطح دریا واقع شده‌است.